# São João Baptista (Tomar)
São João Baptista is een plaats (freguesia) in de Portugese gemeente Tomar en telt 6103 inwoners (2001).